# Francisco Guarido Viñuela
Francisco Guarido Viñuela (Zamora, 1958) és un polític espanyol d'Esquerra Unida (IU), alcalde de la ciutat de Zamora des de juny de 2015.

## Trajectòria política
Va començar la seva trajectòria política en el moviment llibertari, a través del sindicat CNT, en la dècada de 1970.
Guarido ha ocupat el lloc de coordinador provincial d'Esquerra Unida (IU) a Zamora entre 1993 i 1999. Ha estat triat regidor a l'Ajuntament de Zamora per IU en les cinc eleccions celebrades des de 1999.

### Alcalde de Zamora
En les eleccions municipals de 2015, la coalició IU va obtenir en el municipi de Zamora 8 regidors amb el 29,1 % dels vots, sent la segona força per darrere del Partit Popular (PP), amb 10 regidors i el 32,38 % dels vots. El resultat obtingut va ser el millor de la història d'IU a Zamora i el millor dels resultats obtinguts per IU a les capitals de província en les eleccions municipals de 2015.
En el ple d'investidura celebrat el 13 de juny de 2015, Francisco Guarido va obtenir el vot dels tres regidors del Partit Socialista Obrer Español (PSOE) i dos vots de regidors no adscrits que havien abandonat el PSOE pocs dies abans; a més dels 8 vots dels regidors d'IU. Els 13 vots totals obtinguts, enfront dels 10 de Clara San Damián com a cap de llista del PP, li van fer sortir elegit alcalde de Zamora. La seva elecció va significar la fi de 20 anys de govern del PP a Zamora i que la ciutat fos l'única capital de província d'Espanya amb un alcalde d'Esquerra Unida.